# Antonio Pacinotti (sommergibile)
L’Antonio Pacinotti è stato un sommergibile della Regia Marina.

## Storia
Dopo aver svolto le prove presso i Cantieri del Muggiano, nei suoi primi mesi di servizio il sommergibile fu impegnato a La Spezia nell'addestramento, sotto il controllo del locale Comando Militare Marittimo.
Dal 24 marzo al 4 settembre 1917 l'unità operò nel Tirreno settentrionale per difendere le rotte mercantili in quella zona. In questo periodo il Pacinotti effettuò in tutto 13 missioni tra La Maddalena, Livorno e Portoferraio, trascorrendo 926 ore in mare.
Il 7 settembre 1917 fu dislocato in Sicilia agli ordini del Comando Marina dell'isola e venne adibito a pattugliamenti antisommergibile: svolse dieci missioni di questo tipo al largo di Lipari, Ustica, Palermo, Messina, Trapani e Favignana. Nel corso di tali missioni il Pacinotti operò insieme alla «nave civetta» Malamocco, un grosso motoveliero di 300 tsl, disarmato, che avrebbe dovuto fungere da esca per unità nemiche.
Il 20 dicembre 1917 tornò a La Spezia e fu immesso in cantiere per lavori di manutenzione che si protrassero sino al febbraio del 1919, a guerra finita.
Dislocato a La Maddalena, dal febbraio al 4 giugno 1919 operò in funzione addestrativa in acque sarde.
Disarmato a La Spezia, fu radiato il 15 maggio 1921 e demolito.